# 貂飛トンネル
貂飛トンネル（てんとびトンネル）は、富山県富山市瀬戸・石渕にある富山県道187号荒屋敷月岡町線のトンネル。1990年（平成2年）10月に開通。黒川ダム建設のため、県道187号が付け替えられることになり、その事業の一環として建設された。しかし、黒川ダムの建設が2002年（平成14年）に中止されたため、貂飛トンネルおよび、その先の数百メートルの道路が未完のまま放置されている。

## 概要
- 竣工 1990年10月
- 延長 247m[1]
- 幅員 7m
- 廃道ではなく通行可能なため、地図にも記載されているが、未成道路のため30年以上にわたりどこにも通じていない
- 照明はついていない
- 現道との合流予定地の中山橋付近からは未完成の橋台が見える
- 瀬戸側（北側）の坑口はGoogle ストリートビューでも見ることができる[2]

## 名称の由来
トンネルの名称は、貂飛トンネル付近の貂飛びと呼ばれている場所に由来すると思われる。貂飛トンネル付近を流れる黒川には、石淵と上瀬戸の間に位置する長さ約300m、川幅5～10mのゴルジュ帯の中間には長い瀞が二か所ある。この瀞部分は泳がなければ遡行できない。ここは昼でも暗く、岩肌は湿気で黒く光り、頭上に不気味に押し迫ってくるような場所で現在は両岸の木が茂って猿が枝伝いに往来している。かつては、貂が飛び越えていたとのことで貂飛びという名前が付いたのだと言われている。